# Miss Dorothy
Miss Dorothy er en italiensk stumfilm fra 1920 af Giulio Antamoro.

## Medvirkende
- Carmen Boni
- Romano Calò
- Lia Formia
- Diana Karenne